# 高崎 (軽質油運搬艦)
高崎（たかさき）は、日本海軍の給油艦。軽質油運搬艦である洲埼型給油艦の2番艦。
艦名は3代目。由来は島根県隠岐西ノ島の岬の名、また対馬舟志湾内の高崎鼻によるという2つの説がある。

## 艦歴
1940年（昭和15年）度マル臨計画により三菱重工業横浜船渠で建造され、1943年（昭和18年）9月2日に竣工。横須賀鎮守府籍となり、同日に海軍省付属とされる。
「高崎」の竣工後の行動は断片的にしか判明していないが、門司に回航の後、9月15日門司発のサ13船団に加入して昭南（シンガポール）に向かう。9月28日に昭南に到着の後、油類を搭載して10月3日に昭南を出港。高雄に寄港の後、門司へ向けて最後の航海を行っていたが、10月14日にアメリカ潜水艦「グレイバック」の攻撃で特設運送船（給油・応急タンカー）「高瑞丸」（高千穂商船、7,072トン）が沈没した。グアム方面への航海の後、12月中に昭南へ一航海行う。帰途は海防艦「対馬」が護衛する12月26日昭南出港のヒ26船団に加入。1944年（昭和19年）2月5日付で連合艦隊付属に編入されたが、引き続き輸送任務に従事した。
2月21日、「高崎」はヒ47船団に加入して門司を出港し。以後、南方に進出してバリクパパン、マニラ、パラオ、サイパン島方面への燃料輸送に従事する。6月1日、「高崎」は海防艦干珠の護衛を受けてヤップ島を出港した。途中で特務艦「足摺」と合同し、スールー海を航行中の6月5日に北緯06度32分 東経120度40分 / 北緯6.533度 東経120.667度のクラシアン島近海でアメリカ潜水艦「パファー」に発見された。「パファー」は魚雷を7本発射して全てが命中したと判断され、「高崎」と「足摺」はこの攻撃により沈没した。7月10日に除籍された。

## 歴代艦長
艤装員長
1. 吉田利喜蔵 大佐:1943年7月1日[31] - 1943年9月2日[32]

特務艦長
1. 吉田利喜蔵 大佐:1943年9月2日[32] - 1944年6月15日[33]

## 同型艦
- 洲埼 [II]